# ペトリカメラのカメラ製品一覧
ペトリカメラのカメラ製品一覧はペトリカメラが製造したカメラの一覧。

## 120フィルム使用カメラ
- クリー（1946年発売）
- ロルビー（1947年発売）
- ペトリスーパーV（Petri Super V 、1956年発売）

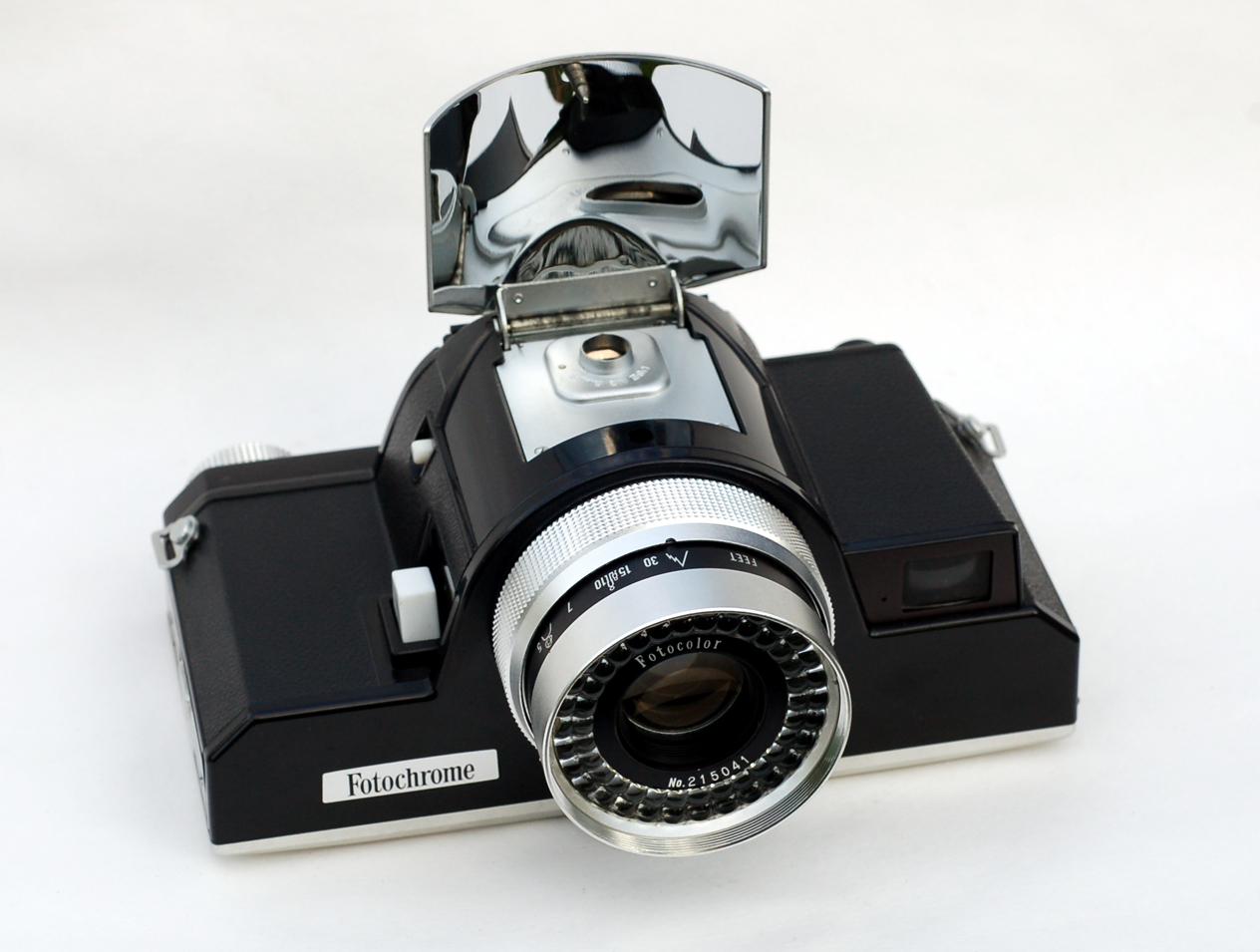
フォトクロームカラー

- フォトクロームカラーカメラ（Fotochrome color camera 、1965年発売） - 6×9cm判(特殊カートリッジ専用フィルム)。アメリカのフォトクローム社から要請されてOEM製造した。

### スプリングカメラ
- ペトリー（Petri 、1948年発売） - 6×4.5cm判。単独距離計付スプリングカメラ。
- カロロン（Karoron 、1949年発売） - 6×4.5cm判。単独距離計付スプリングカメラ。
- カロロンS（Karoron S 、1951年発売）
- ペトリ（Petri 、1952年発売） - 6×4.5cm判。スプリングカメラ。
- ペトリRF（Petri RF 、1952年発売） - 6×4.5cm判。カロロンの単独距離計付き。レンズはオリコール（Orikkor ）75mmF3.5。
- ペトリスーパー（Petri Super 、1952年発売）
- ペトリRF120（Petri RF120 、1955年発売） - 6×4.5cm判。連動距離計付き。

### 二眼レフカメラ
- ファーストフレックスI型（Firstflex I 、1946年発売） - 6×6cm判二眼レフカメラ。レンズはビューレンズ、撮影レンズともファースト80mmF3.5。ピント合わせはリコーフレックスと同様の歯車式。フィルム巻き上げはノブ、赤窓式[1]。シャッター速度B、1/25-1/200秒。
- ファーストフレックスII型 - ファーストフレックスI型に透視式アルバダファインダーを装備したもの[1]。
- ファーストフレックスIII型 - ファーストフレックスII型のシャッター速度をB、1-1/350秒としたもの。後に最高速度は1/400秒となった[1]。
- ファーストフレックスIIa型（1953年発売） - ファーストフレックスII型にセルフタイマーを装備したもの[1]。
- ファーストフレックスIIIa型（1953年発売） - ファーストフレックスIII型にセルフタイマーを装備したもの[1]。
- ペトリフレックス（Petriflex 、1953年4月発売） - 6×6cm判二眼レフカメラ。
- ポピュラーファーストフレックスI型（1953年10月発売） - 虚飾を排除しケース付き6,800円の低価格で販売された[1]。
- ポピュラーファーストフレックスII型（1953年10月発売）[1]
- ファーストフレックスPI型 - 常磐精機から発売された。撮影レンズはネオゴン80mmF3.5、ビューレンズはネオゴン80mmF3.2で、前玉回転式としては珍しくビューレンズの方に明るいレンズを使っている[1]。
- ファーストフレックスPII型 - 常磐精機から発売された[1]。
- ファーストフレックスPIII型 - 常磐精機から発売された[1]。
- ファーストフレックスII型（1955年発売） - 常磐精機から発売された。前板繰り出し式。レンズはローゼック80mmF3.5[1]。

## 135フィルム使用カメラ

### ペトリ35シリーズ
レンズ固定、レンズシャッター式の24×36mm（ライカ）判レンジファインダーカメラ。
- ペトリ35（1954年発売） - レンズはテッサー型3群4枚のオリコール（Orikkor ）45mmF2.8固定。シャッターは自社製カーペル。1955年にはオリコール（Orikkor ）45mmF3.5を固定したバージョンが追加された[2]。
- ペトリ35F2.8（1955年発売） - ペトリ35のオリコール（Orikkor ）45mmF2.8を装着したバージョンのシャッターがカーペルMXSに変更されたもの。1958年9月に緑色のクラウンガラスを使っており被写体が緑色に見えるブライトフレーム内蔵の「グリーン・オ・マチックファインダー」を装備しシャッターをカーペルMXVに変更するマイナーチェンジを受けた。38mm、65mmのフロントコンバージョンレンズ、そしてその両方に使える外付ファインダーが存在する[2]。
- ペトリ35F3.5（1955年発売） - ペトリ35のオリコール（Orikkor ）45mmF3.5を装着したバージョンのシャッターがカーペルMXSに変更されたもの[2]。
- ペトリオートメイト（1956年発売） - レンズはオリコール（Orikkor ）45mmF1.9固定。シャッターはコパルMX[2]。
- ペトリ35F2（1957年9月発売） - レンズはスーパーオリコール（Super Orikkor ）45mmF2固定。シャッターはコパルMX[2]。
- ペトリ1.8（1959年9月発売） - レンズはオリコール（Orikkor ）45mmF1.8固定。シャッターはコパルSV[2]。
- ペトリEB1.9（1960年7月発売） - レンズはオリコール（Orikkor ）45mmF1.9固定。セレン光電池式の連動露出計を装備した[2]。

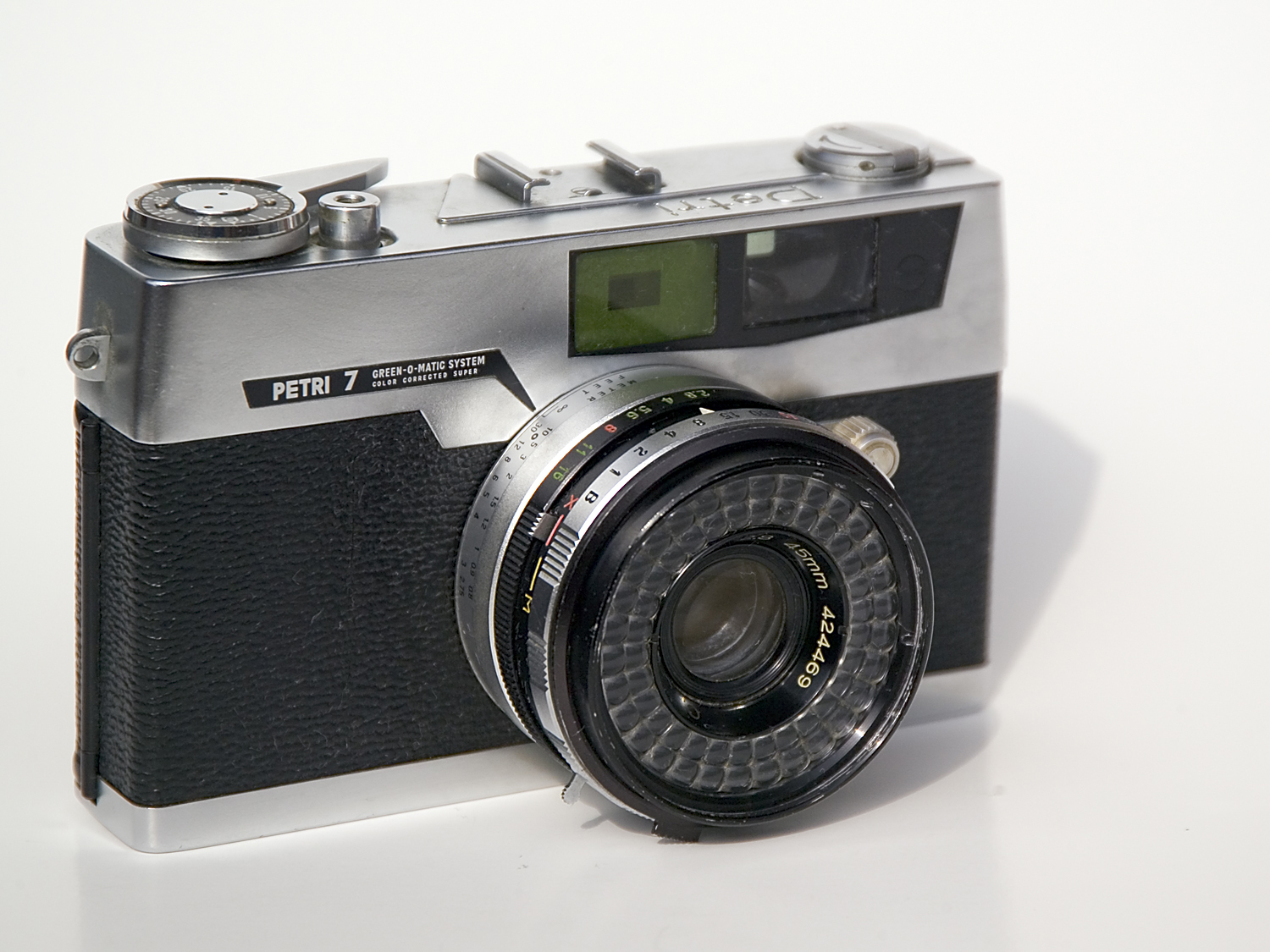
ペトリ7

- ペトリ7（1961年3月発売） - レンズはペトリ（Petri ）45mmF2.8固定。シャッターはペトリMVE[2]。
- ペトリ7F1.8（1961年9月発売） - レンズはペトリ（Petri ）サークルアイ45mmF1.8固定[2]。
- ペトリ7F2.8（1961年9月発売） - レンズはペトリ（Petri ）サークルアイ45mmF2.8固定。
- ペトリタッチ（1962年6月発売）[2]
- ペトリプレスト（1962年10月発売）[2]
- ペトリ7S（1962年12月発売）[2]
- ペトリプロ7（1964年8月発売）[2]
- ペトリレーサー（1966年1月発売）[2]
- ペトリカラー35（1968年7月発売） - 僅かにローライ35に遅れは取ったものの、一般的な操作系で違和感なく使える、非常に小さいライカ判カメラ。レンズはペトリ（Petri ）CC40mmF2.8固定[2]。
- ペトリカラー35D（1969年6月発売）[2]
- ペトリカラー35E（1970年3月発売）[2]
- ペトリコンピュータ35（1971年7月発売） - レンズはペトリ（Petri ）40mmF2.8固定。
- ペトリニューコンピュータ35（1972年発売）[2]

### ペトリハーフシリーズ
レンズ固定、レンズシャッター式の24×18mm（ハーフ）判レンジファインダーカメラ。底面中央にあるダイヤルで行う特殊な形式のフィルム巻き上げを採用している。
- ペトリハーフ（1960年3月発売） - レンズはオリコール（Orikkor ）28mmF2.8[3]。
- ペトリコンパクトE（1960年12月発売） - セレン光電池の非連動露出計を内蔵した。他はペトリハーフほぼそのままである[3]。
- ペトリハーフ7（1962年発売） - プログラムAE式となった[3]。

### ペトリM42シリーズ
フォーカルプレーン式の24×36mm（ライカ）判一眼レフカメラ。M42マウント。

#### M42マウントボディー
- ペトリペンタ（1959年10月発売） - ペトリブランド最初の一眼レフカメラ。後のペンタシリーズと異なりシャッターが低速側1/2～1/30秒、高速側Ｂ・1/45（X）～1/500秒の2軸式であり、絞りに関しても連動ピンはなくプリセット絞り、セルフタイマー機構もない。量産途中よりクイックリターンミラーの制御が一般的な｢腕木方式」から「一軸カムシャフト」によるものに変更された。ここではM42シリーズとして区分しているが、ペトリペンタシリーズ（V～V6II）の基本形となった。
- ペトリFT1000（1976年発売） - ペトリFTIIをM42マウント化。海外向けのみ。露出計はCds、TTL絞り込み。
- ペトリSD200（1977年発売） - 海外向けのみ。セルフタイマーなし。
- ペトリSD300（1977年発売） - 海外向けのみ。
- ペトリTTL（1977年発売） - 海外向けのみ。シャッタースピードB、1-1/1000秒。
- ペトリMF-1（1977年発売）-小型軽量一眼レフカメラとして新設計。 CdS、TTL絞り込み測光。シャッタースピードB、1-1/1000秒。
- ペトリMF-10（1980年発売） - ペトリカメラは倒産後組合により再建され、ペトリMF-1ほぼそのままに生産販売した。

### ペトリペンタシリーズ
フォーカルプレーンシャッター式の24×36mm（ライカ）判一眼レフカメラ。独自のスピゴット式ペトリマウント。斜め押しシャッターボタンが特徴的である。低価格で一眼レフカメラの大衆化に貢献したが、特殊な内部構造及び材質の脆弱性から故障が多く修理も難しいとされる。
またペンタシリーズ用レンズは、ズームレンズを数本含み21mmから1000mmまで用意されている。
中古市場において、標準レンズ以外では28mm、35mm、135mm、200mmを散見するのみで、21mm及び300mm以上のレンズはほとんど見かけることはない。
ペトリFA-1を最後に再びM42マウントに移行した。

#### ペンタシリーズボディー
- ペトリペンタV（1960年2月発売） - 自動絞り。シャッタースピードB、1/2-1/1000秒の1軸となり、セルフタイマーを内蔵した。露出計は外付け、非連動。海外(US)では、PETRI PENTA AUTOMATICとして販売されていた。
- ペトリペンタV2（1961年2月発売） - 自動絞り。シャッタースピードB、1/2-1/500秒。
- ペトリペンタジュニア（1961年発売） - プリセット絞り。シャッタースピードB、1/2-1/500秒。
- ペトリペンタV3（1964年2月発売） - 外付け露出計がシャッタースピードにのみ連動するようになった。シャッタースピードB、1/2-1/500秒。
- ペトリフレックス7（1964年6月発売） - コンタレックスI型に似たデザインとして有名である。一件セレン光電池に見えるがCdSの露出計を内蔵し専用レンズであればシャッター及び絞りに連動するがTTL方式ではない。専用レンズは55mmF1.8以外確認されていない。他のペトリマウントレンズでは絞りを読んでセットすれば使える。シャッタースピードB、1-1/1000秒。
- ペトリV6（1965年発売） - F2レンズ付き23800円と驚異的な低価格で発売された。内部構造はV2と略同様。シャッタースピードB、1/2-1/500秒。
- ペトリFT（1967年発売） - CdS、TTL絞り込み測光。シャッタースピードはB、1-1/1000秒。
- ペトリFTEE（1969年11月発売） - ペトリV6をベースにシャッタースピード優先AE搭載。シャッタースピードはB、1/2-1/500秒。
- ペトリV6-II（1970年発売） - ペトリV6にホットシューを装備した。
- ペトリFT-II（1970年発売） - ペトリFTにホットシューを装備。生産途中より一軸カムシャフトの廃止が図られた。
- ペトリFTE（1973年発売） - ペトリFTEEの外観を変更した後継機。
- ペトリFTE B&M（1974年発売）- ペトリFTEブラックにマルチコートされた標準レンズが付属したもの。
- ペトリFA-1（1975年発売） - ペトリマウント最終機。シャッタースピードはB、1-1/1000秒。シャッタースピード優先AE。

#### ペンタシリーズレンズ
初期にはペトリオリコール（Petri Orikkor ）ブランドで発売された。
- ペトリオリコールC.C.オート50mmF2 - 4群6枚[4]。

後には単にペトリブランドを使用した。
- ペトリC.C.オート21mmF4.0 - アタッチメントはφ77mmねじ込み。
- ペトリC.C.オート28mmF3.5 - アタッチメントはφ52mmねじ込み。
- ペトリC.C.オート35mmF2.8 - アタッチメントはφ52mmねじ込み。
- ペトリC.C.オート50mmF2 - アタッチメントはφ52mmねじ込み。
- ペトリC.C.オート55mmF1.4 - アタッチメントはφ55mmねじ込み、5群7枚[4]。
- ペトリC.C.オート55mmF1.8 - アタッチメントはφ52mmねじ込み、4群6枚[4]。
- ペトリC.C.オート55mmF2 - アタッチメントはφ52mmねじ込み[4]。
- ペトリC.C.オート135mmF3.8 - アタッチメントはφ52mmねじ込み。
- ペトリC.C.オート135mmF3.5 - アタッチメントはφ52mmねじ込み。
- ペトリC.C.オート200mmF4.0 - アタッチメントはφ55mmねじ込み。
- ペトリC.C.オート300mmF5.0 - アタッチメントはφ67mmねじ込み。
- ペトリ300mmF5.5 - アタッチメントはφ62mmねじ込み。プリセット絞り。
- ペトリ400mmF6.3 - アタッチメントはφ72mmねじ込み。プリセット絞り。
- ペトリ500mmF8.0 - アタッチメントはφ72mmねじ込み。プリセット絞り。
- ペトリ1000mmF8.0 - プリセット絞り。
- ペトリC.C.オート45-135mmF3.5 - アタッチメントはφ72mmねじ込み。
- ペトリ90-190mmF5.8 - アタッチメントはφ62mmねじ込み。プリセット絞り。
- ペトリC.C.オート80-200mmF4.5 - アタッチメントはφ67mmねじ込み。
- ペトリC.C.オート85-210mmF4.8 - アタッチメントはφ55mmねじ込み。

以降はEE対応。
- EEオートC.C.ペトリ28mmF3.5 - アタッチメントはφ52mmねじ込み。
- EEオートC.C.ペトリ35mmF2.8 - アタッチメントはφ52mmねじ込み。CCオートとはレンズ構成が異なる。
- EEオートC.C.ペトリ55mmF1.4 - アタッチメントはφ55mmねじ込み。
- EEペトリMC55mmF1.7 - アタッチメントはφ52mmねじ込み[4]。マルチコーティング。
- EEオートC.C.ペトリ55mmF1.7 - アタッチメントはφ52mmねじ込み、4群6枚[4]。
- EEオートC.C.ペトリ55mmF1.8 - アタッチメントはφ52mmねじ込み。
- EEオートC.C.ペトリ55mmF2.0 - アタッチメントはφ52mmねじ込み。
- EEオートC.C.ペトリ135mmF3.8 - アタッチメントはφ52mmねじ込み。
- EEオートC.C.ペトリ200mmF4.0 - アタッチメントはφ55mmねじ込み。
- EEオートC.C.ペトリ85-210mmF4.5 - アタッチメントはφ55mmねじ込み。

## 乾板使用カメラ
- ファースト・エツィ（1930年頃発売） - カメラ・ウェルクシュテーテン・グーテ&トルシュが製造していたパテント・エツィのコピー品。